# 御子神隆
御子神 隆（みこがみ たかし 、1956年3月19日 - ）は、日本の技術者、実業家。三菱ロジスネクスト代表取締役社長CEOを経て、同社代表取締役会長、日本産業車両協会会長。元三菱重工相模原ダイナボアーズ部長。発明協会九州地方発明表彰発明奨励賞受賞。

## 人物・経歴
千葉県出身。1981年東京工業大学（のちの東京科学大学）大学院理工学研究科修了、三菱重工業入社。
2007年三菱重工業汎用機・特車事業本部ターボ技術部長。2010年同社汎用機・特車事業本部副事業部長。「遠心圧縮機羽根車」の発明により2010年度発明協会九州地方発明表彰発明奨励賞受賞。
2011年三菱重工業社汎用機・特車事業本部ターボ事業部長。2012年同社汎用機・特車事業本部副事業本部長。2013年ニチユ三菱フォークリフト取締役、三菱重工業執行役員。2014年三菱重工業機械・設備システムドメイン副ドメイン長品質総括部長。
2015年三菱重工業相模原製作所長、三菱重工相模原ダイナボアーズ部長。2016年同社常務執行役員、三菱重工フォークリフトエンジン・ターボホールディングス取締役副社長、ユニキャリア取締役。
2017年ニチユ三菱フォークリフト代表取締役社長。同年三菱ロジスネクスト代表取締役社長CEO。2020年三菱重工業常務執行役員ドメインCEO物流・冷熱・ドライブシステムドメイン長。
2021年三菱ロジスネクスト代表取締役会長、日本産業車両協会副会長、京都工業会常任理事、京都商工会議所議員。2023年日本産業車両協会会長。